# Danay Suárez
Danay Suárez Fernández, más conocida como Danay Suárez, es una cantante y rapera nacida en 1985 en el distrito de Cerro, en La Habana (Cuba). Estuvo nominada en los Premios Grammy Latinos de 2017 a cuatro categorías.

## Carrera musical
Tras crecer artísticamente de la mano de X-Alfonso, es en 2010, gracias a Gilles Peterson, que se da a conocer internacionalmente en el disco Havana Cultura Sessions.
En 2014 sacó su primer trabajo en solitario Polvo de la humedad con la discográfica Universal Music.
En 2017 saca su segundo disco, Palabras manuales, también con Universal Music. Gracias a este disco consigue cuatro nominaciones a los Grammy Latinos: a mejor álbum del año, mejor nuevo artista, mejor álbum de música alternativa y mejor canción alternativa para Integridad. En 2019, participó del álbum ganador del Grammy Latino a Mejor álbum cristiano, Soldados, en la canción «Vuelve Vida» junto a Alex Campos. También fue mencionada por Redimi2 en su canción «Filipenses 1:6» como parte de los artistas que estaban proyectando un mensaje limpio en sus canciones.
Desde entonces ha colaborado en las bandas sonoras de varias series de Netflix y de videojuegos, como Need for Speed y FIFA 20.
En 2021, publica un nuevo álbum titulado Vive, en el que se aleja bastante del rap y que ha sido clasificado como música cristiana. El álbum ha sido producido por Jesús Pupo.

## Discografía
- Havana Cultura Sessions (2010)
- Polvo de la Humedad (2014)
- Palabras manuales (2017)
- Vive (2021)
- Cambio(2023)